# Podorungia decaryi
Podorungia decaryi är en akantusväxtart som beskrevs av Raymond Benoist. Podorungia decaryi ingår i släktet Podorungia och familjen akantusväxter. Inga underarter finns listade i Catalogue of Life.